# Hector d'Ussel
Pour les articles homonymes, voir Ussel.
 (août 2019).
Si vous disposez d'ouvrages ou d'articles de référence ou si vous connaissez des sites web de qualité traitant du thème abordé ici, merci de compléter l'article en donnant les références utiles à sa vérifiabilité et en les liant à la section « Notes et références ».
Jean Jacques Hector d'Ussel (1785-1811) est un officier français de l'époque napoléonienne.
Hector est né à Brive le 13 septembre 1785 dans une famille de la noblesse limousine, et mort au combat le 21 juillet 1811, à Fontes en Espagne.

## Biographie
Quand la Révolution éclata, son père, Hyacinthe d'Ussel (né le 7 janvier 1748 à Briailles, Saint-Pourçain-sur-Sioule et mort le 4 janvier 1849 à Flayat), « ancien page de Louis XV, officier dans le régiment de Navarre, mestre de camp de la cavalerie, procureur syndic du département de la Corrèze, chevalier de l’Ordre de Malte, lieutenant-colonel au régiment de dragons en 1794, baron de l’Empire sous Napoléon, membre de la légion d’honneur, conseiller de préfecture du département de la Corrèze », fut nommé par ses concitoyens commandant de la garde nationale de la ville d'Ussel, puis premier maire élu de cette ville. Il commanda ensuite le 6e régiment de dragons à l'armée du Nord avant d'être destitué comme noble, le 5 février 1794. 
Son fils Hector avait alors 9 ans. Après une éducation en famille, puis à Tulle, il passe une année studieuse à Paris, où il étudie les mathématiques. Il entre à l’École spéciale militaire de Fontainebleau le 19 février 1805. Il est sous-lieutenant au 106e régiment d'infanterie le 19 avril 1806, puis, à sa demande, muté au 16e régiment de dragons, où il sera nommé lieutenant le 24 avril 1810. 
Il se distingue particulièrement à la bataille d'Eylau, le 8 février 1807, ainsi qu'à celle de Friedland, le 14 juin 1807. Il est fait chevalier de la Légion d'honneur le 1er octobre 1807, il a 22 ans. 
Il combat en Espagne et est fait officier de la Légion d'honneur, le 22 décembre 1810, avant de mourir au champ d'honneur le 21 juillet 1811, sous les murs de Fontes, au nord de Valence, en Espagne, à l’âge de 25 ans.

## Hommages
- Son nom est gravé en lettres d'or sur le monument qui commémore, au cimetière de Brive, les enfants de la ville morts au champ d'Honneur.
- La ville de Brive-la-Gaillarde possède une rue Hector-d'Ussel.